# Critics’ Circle Theatre Award/Beste Theaterregie
In der Kategorie Beste Theaterregie wurden folgende Critics’ Circle Theatre Awards vergeben.

## 1982 bis 1989

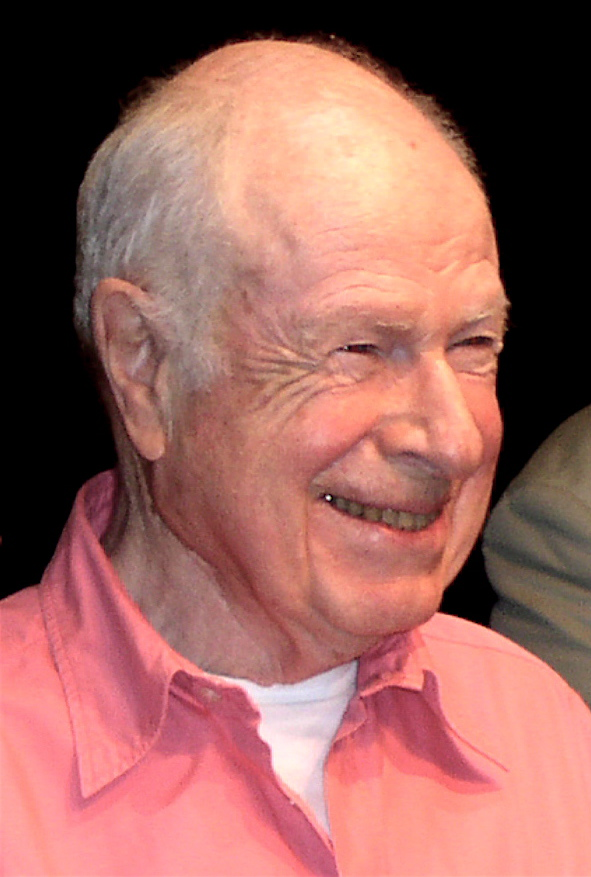
Peter Brook (2009)

- 1982: James Roose-Evans für 84 Charing Cross Road
- 1983: (Klassisches Stück) Terry Hands für Cyrano de Bergerac
- 1983: (Modernes Stück) Giles Havergal für Men Should Weep
- 1984: Peter Gill für Venice Preserv’d und Fool für Love
- 1985: Bill Bryden für The Mysteries
- 1986: Mike Alfreds für Der Kirschgarten
- 1987: Declan Donnellan für Twelfth Night
- 1988: Peter Brook für The Mahabharata
- 1989: Nicholas Hytner für Ghetto und Miss Saigon

## 1990 bis 1999

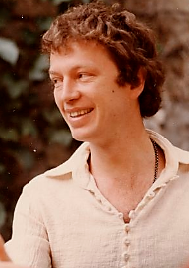
Terry Hands (Preisträger 1993)

- 1990: Sir Peter Hall für The Wild Duck; Robert Lepage für Tectonic Plates
- 1991: Trevor Nunn für Timon of Athens
- 1992: Stephen Daldry für An Inspector Calls
- 1993: Terry Hands für Tamburlaine the Great
- 1994: Sean Mathias für Design für Living und Les Parents terribles
- 1995: Sam Mendes für The Glass Menagerie
- 1996: Richard Eyre für John Gabriel Borkman und Guys and Dolls
- 1997: Richard Eyre für König Lear und The Invention of Love
- 1998: Howard Davies für The Iceman Cometh und Flight
- 1999: Trevor Nunn für The Merchant of Venice und Summerfolk

## 2000 bis 2009

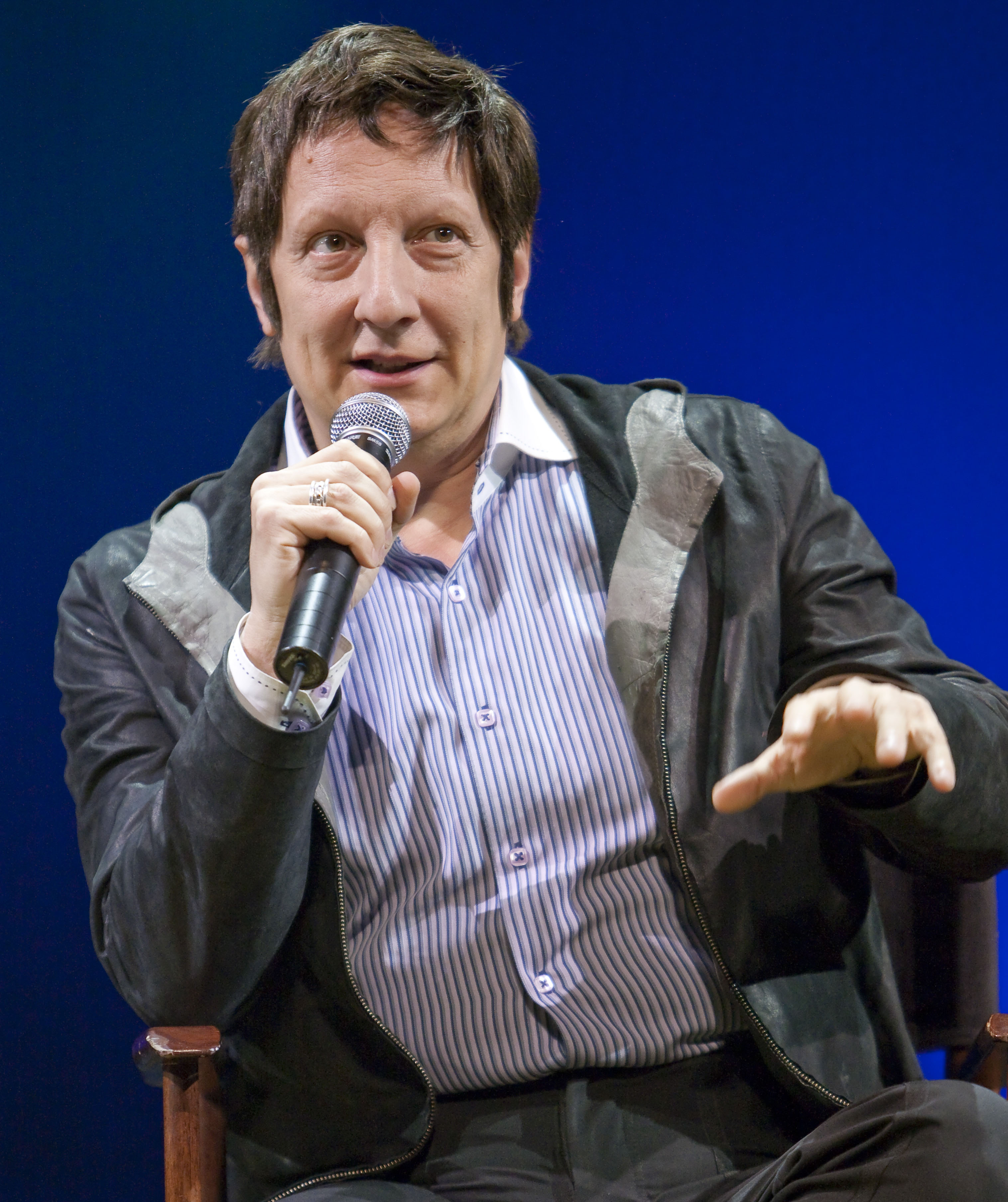
Robert Lepage (2010)

- 2000: Michael Grandage für As You Like It, Passion Play und Merrily We Roll Along
- 2001: Robert Lepage für The Far Side of the Moon
- 2002: Sam Mendes für Was ihr wollt und Onkel Wanja
- 2003: Howard Davies für Mourning Becomes Electra
- 2004: Rufus Norris für Festen
- 2005: Michael Grandage für The Wild Duck
- 2006: John Tiffany für Black Watch (National Theatre of Scotland beim Edinburgh Festival Fringe)
- 2007: Rupert Goold für Macbeth (Minerva Theatre Chichester und Gielgud Theatre London)
- 2008: Michael Grandage für Ivanov und The Chalk Garden
- 2009: Rupert Goold für Enron

## 2010 bis 2019

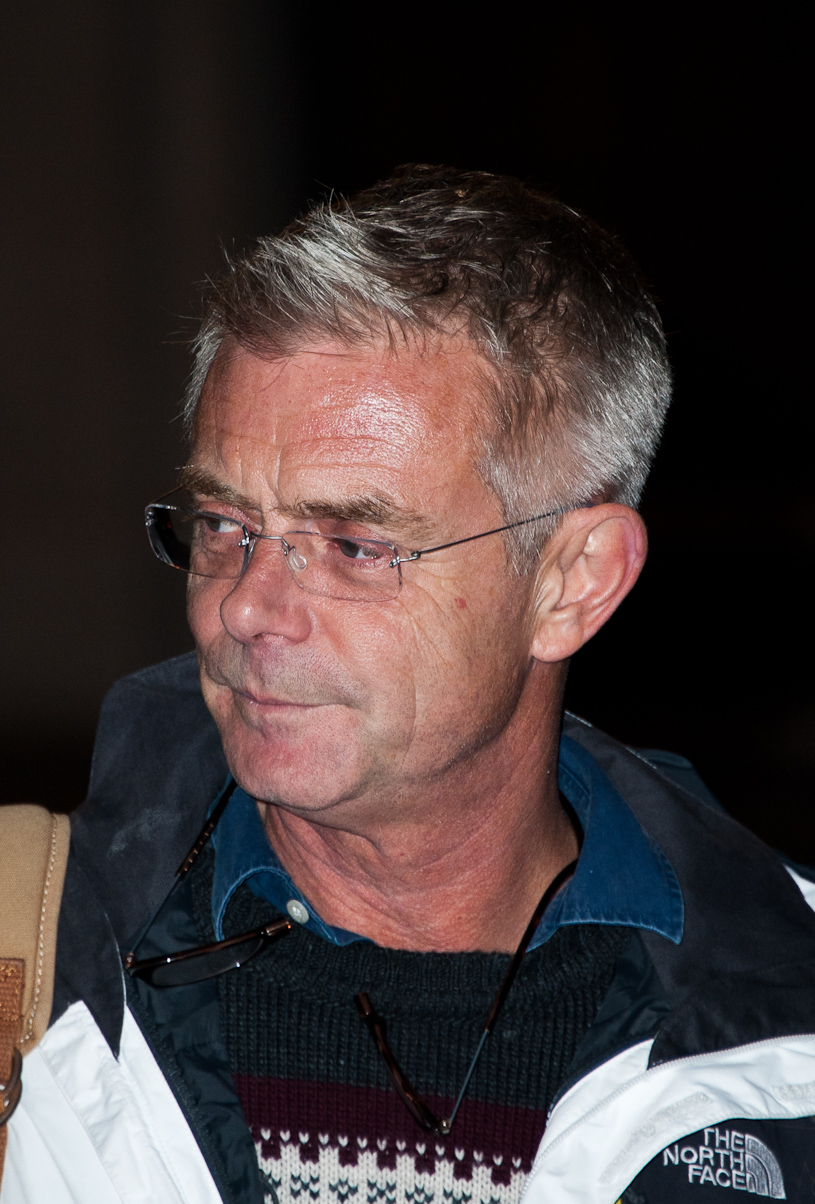
Stephen Daldry (Preisträger 1992 und 2018)

- 2010: (geteilt) Michael Grandage für King Lear (Donmar Warehouse)
- 2010: (geteilt) Thea Sharrock für After the Dance (National Theatre)
- 2011: Mike Leigh für Grief
- 2012: Benedict Andrews für Three Sisters
- 2013: Lyndsey Turner für Chimerica
- 2014: Ivo van Hove für A View from the Bridge
- 2015: Robert Icke für Oresteia
- 2016: John Tiffany für Harry Potter and the Cursed Child
- 2017: Dominic Cooke für Follies
- 2018: Stephen Daldry für  The Inheritance
- 2019: Jamie Lloyd für Betrayed, Cyrano de Bergerac und Evita

## 2020 bis 2029
- 2020: Ausfall der Veranstaltung
- 2021: Ausfall der Veranstaltung

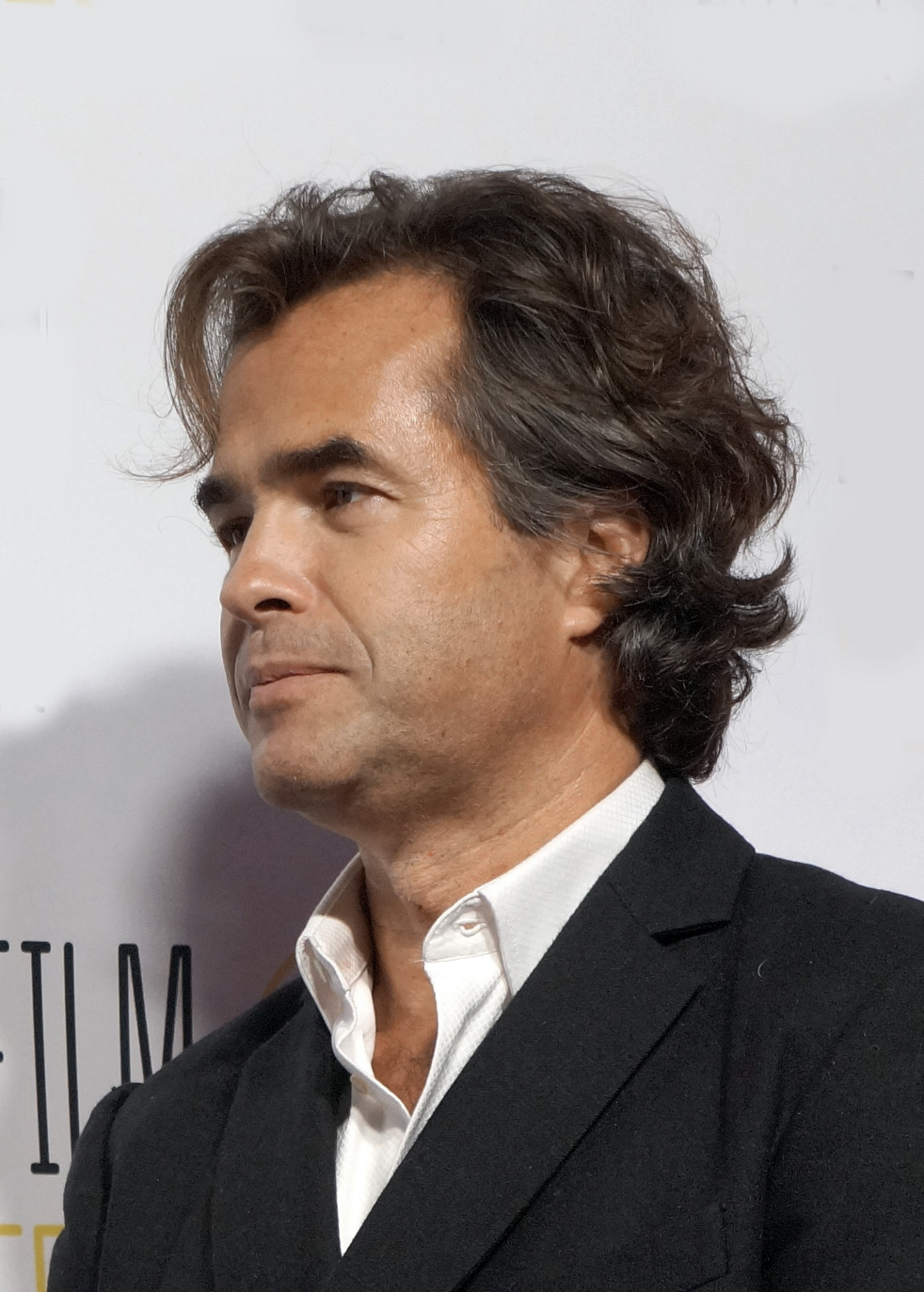
Rupert Goold (Preisträger 2007, 2009 und 2024)

- 2022: Rebecca Frecknall für Cabaret
- 2023: Lynette Linton für Blues for an Alabama Sky
- 2024: Rupert Goold für Dear England
- 2025: Robert Icke für Oedipus